# Sandra Zampa
Sandra Zampa (née le 16 mai 1956  à Mercato Saraceno) est une journaliste et une femme politique italienne.

## Biographie
Sandra Zampa est députée du Parti démocrate dont elle est la vice-présidente du 15 décembre 2013 au 7 mai 2017.